# 瑞秋·威特斯通
瑞秋·馬喬里·瓊·威特斯通（英語：Rachel Marjorie Joan Whetstone，1968年2月22日—），英國公共關係高管。威特斯通負責Google的通訊和公共政策近十年。她在2017年4月之前一直擔任Uber的負責通信和公共政策的高級副總裁。隨後加入了Facebook，擔任WhatsApp、Instagram和Messenger產品的通信副總裁。自2018年8月起，她擔任Netflix的首席溝通官（CCO）。
2013年2月，BBC廣播四台的《女性時空》評選威特斯通為英國百大最有權勢女性之一。威特斯通曾多次榮登《公關周刊》的「權力榜」，最近一次是在2016年，排第14名。

## 早年生活
威特斯通的外祖父是安東尼·費雪，他是多個自由主義智庫的創始人，包括經濟事務學會和阿特拉斯經濟研究基金會。她的母親是琳達·威特斯通（Linda Whetstone），曾在費雪的智庫中工作。
威特斯通在東薩塞克斯郡長大，曾就讀於貝嫩登學校，後在布里斯托大學攻讀歷史。

## 事業
畢業後，她加入保守黨中央辦公室，為時任內政大臣邁克爾·霍華德提供建議。隨後，她進入私營部門，為英國T-Mobile和波特蘭公關工作，在霍華德成為保守黨領袖後，她回到西敏擔任霍華德的政治秘書。
2005年大選後，霍華德辭職，她回到私營部門並加入倫敦Google，然後搬到加利福尼亞州，領導該搜索引擎的公共政策與公關團隊。
2015年6月，威特斯通成為Uber負責政策和溝通的高級副總裁，接替即將晉升為公司首席顧問的大衛·普勞夫。2017年4月，威特斯通宣布離開Uber。她的繼任者是曾任其副手的吉爾·哈澤貝克。
《Recode》於2017年7月報導稱，威特斯通將於9月加入Facebook，擔任WhatsApp、Instagram和Messenger的通信副總裁。該設立的新職位向Facebook全球傳播副總裁卡琳·馬魯尼匯報。
2018年8月，威特斯通加入Netflix，負責公共關係。
瑞秋是一位久經考驗的傳播領導者，也是Netflix團隊的有力推手。在我們Netflix及其不斷擴大的原創內容陣容帶給越來越多的全球受眾之過程中，她的深厚知識和國際專長將是無價之寶。——Netflix的CEO里德·哈斯廷斯

## 個人生活
威特斯通與史蒂夫·希爾頓結婚。她住在加利福尼亞州阿瑟頓，此城擁有美國最昂貴的郵遞區號。2022年，她反對一項放鬆富裕城鎮分區法規（每英畝只允許建造一所房屋）並允許多戶住宅的計劃。

## 外部連結
- BBC上的Article by Adam Curtis about think tanks, featuring Rachel Whetstone （页面存档备份，存于）